# الهنود في بروناي
يتكون الهنود في بروناي من مواطني بروناي من أصل هندي بالإضافة إلى المهنيين المغتربين الذين قدموا مؤخرًا إلى البلاد. وفقًا لحكومة الهند، هناك 10.000 هندي يعيشون ويعملون في البلاد.